# Église Saint-Antoine de la Grella
L'église Saint-Antoine (catalan : església de Sant Antoni) est une église romane située près de Sispony et Anyós, en Andorre.